# Facino Cane
Facino Cane da Casale, de nombre verdadero Bonifacio Cane, (1360-Pavía mayo de 1412) fue un condotiero y capitano di ventura italiano.

## Biografía
Nacido en una noble familia de la localidad de Casale Monferrato, aprendió el arte de la guerra luchando en el bando de Otón IV de Brunswick-Grubenhagen contra Carlos III de Nápoles, en el año 1382 en Nápoles.A la edad de 26 años se convirtió en condotiero, primero al servicio de la familia de los Scaligeri y más adelante al de la familia Carrara. En el 1387 peleó siguiendo los intereses del Marqués de Montferrato, al mando de 400 caballeros. Este servicio no duró mucho, y al poco tiempo volvió a combatir para la familia Carrara primero, y después a favor de los Visconti, en el 1401.
El periodo más interesante es aquel comprendido entre los años 1391 y 1394, y posteriormente entre 1396 y 1397 cuando combatió contra la Casa de Saboya y la familia Acaia, al servicio de Teodoro II de Montferrato.
Desde el 1400 en adelante, se afirmó completamente como jefe militar, obtuvo sus primeros logros políticos, tales como la Señoría de Borgo San Martino, el control del Ducado de Milán, logrado en el año 1402, después de la muerte del Gran Duque Gian Galeazzo Visconti. Sus dominios comprendieron Alessandria, Novara y Tortona. 
Murió en Pavía, tras haber permanecido en el centro de la vida política lombarda. Su viuda Beatriz se casó con el nuevo Duque de Milán, Filippo Maria Visconti, que accedió así a las ciudades, el tesoro y los soldados de Facino.